# 1-十四烷醇
1-十四烷醇是一種直鏈飽和脂肪醇，份子式為C14H30O。它為白色結晶固體，實際上不溶於水，但溶於乙醚，微溶於乙醇。

## 製備
1-十四烷醇可透過肉豆蔻酸的還原反應製得。

## 用途
如同其他脂肪醇，1-十四烷醇是一些化妝品的成份，加進雪花膏中有潤膚的作用。

## 腳註
1. ↑  Merck Index, 12th Edition, 6418.（英文）